# Hasten Down the Wind
Hasten Down the Wind — седьмой студийный альбом американской певицы Линды Ронстадт, вышедший в 1976 году. Он достиг миллионного тиража и платинового статуса RIAA и позиции № 3 в американском хит-параде. Благодаря этой работе Линда выиграла свою вторую (из 11) премий «Грэмми», на этот раз в категории «Лучшее женское вокальное поп-исполнение» (где конкурировала с такими звёздами как Натали Коул, Эммилу Харрис и Джони Митчелл).

## об альбоме
Альбом вышел в августе 1976 года на лейбле Asylum Records. Диск стал третьим для Ронстадт диском с более чем миллионным тиражом, а сама Линда первой певицей в истории с таким рекордным результатом. Пластинка имела коммерческий успех, достигла третьего места в американском хит-параде Billboard Top LPs & Tape и получила платиновую сертификацию RIAA. В профильном рейтинге кантри-альбомов она смогла подняться на вершину списка, всего пробыв в нём больше семи месяцев.

## Восприятие
Hasten Down the Wind получил положительные отзывы музыкальных критиков и интернет-изданий. По факту релиза еженедельник Billboard вынес рецензию на пластинку во врезку лучших логплеев недели, сообщив, что созданный Ронстадт сценический образ романтичной женщины-неудачницы крайне эффективен, на этот раз он плавно ведёт слушателя через широкий спектр музыки, написанной впечатляющим числом различных авторов песен. Особой похвалы была удостоена работа Питера Эшера, которому удалось избежать самоповторения. Авторитетный публицист Роберт Кристгау также довольно высоко оценил запись, и, в первую очередь, способность певицы вживаться в роль аутсайдера: «Она звучит как прирождённая неудачница, и я не хочу слушать эти песни в другом исполнении». Канадский журнал RPM заключил, что это наилучшая на сегодняшний день подборка и исполнение певицы, заслужившей все похвалы. С другой стороны, на Барбару Чароне из Sounds запись произвела смешанное впечатление. Она была под впечатлением от разнообразия лирических тем предыдущих студийников американки и при первом прослушивании была сконфужена его дефицитом. Однако, затем она изменила свою точку зрения: «То, что делает пластинку разочаровывающей, также делает её чрезвычайно удачной… Hasten Down the Wind — это не праздник настоящей любви. Пронзительный, горький и загадочно притягательный, альбом напоминает одну непрерывную грустную песню о любви».

## Список композиций
| №  | Название                                | Автор(ы)                                        | Длительность |
| -- | --------------------------------------- | ----------------------------------------------- | ------------ |
| 1. | «Lose Again»                            | Карла Бонофф                                    | 3:34         |
| 2. | «The Tattler»                           | Рай Кудер, Расс Тительман, Вашингтон Филлипс    | 3:56         |
| 3. | «If He’s Ever Near»                     | Карла Бонофф                                    | 3:15         |
| 4. | «That’ll Be the Day»                    | Джерри Эллисон, Бадди Холли, Норман Петти       | 2:32         |
| 5. | «Lo Siento Mi Vida» (I’m Sorry My Love) | Линда Ронстадт, Кенни Эдвардс, Гилберт Ронштадт | 3:54         |
| 6. | «Hasten Down the Wind»                  | Уоррен Зивон                                    | 2:40         |

| №                   | Название                        | Автор(ы)                   | Длительность |
| ------------------- | ------------------------------- | -------------------------- | ------------ |
| 1.                  | «Rivers of Babylon»             | Брент Доу, Тревор МакНотон | 0:52         |
| 2.                  | «Give One Heart»                | Джон Холл, Джоанна Холл    | 4:07         |
| 3.                  | «Try Me Again»                  | Линда Ронстадт, Эндрю Голд | 3:59         |
| 4.                  | «Crazy»                         | Вилли Нельсон              | 3:58         |
| 5.                  | «Down So Low»                   | Трейси Нельсон             | 4:08         |
| 6.                  | «Someone to Lay Down Beside Me» | Карла Бонофф               | 4:28         |
| Общая длительность: | Общая длительность:             | Общая длительность:        | 41:23        |

## Участники записи
Приведены по сведениям базы данных Discogs, нумерация треков указана по изданию в формате компакт-диска.
Музыканты:
- Линда Ронстадт — вокал, бэк-вокал (в песнях 1, 2, 3, 8, 12), хлопки в ладоши[англ.] (в песне 4)
- Эндрю Голд[англ.] — акустическое фортепиано (в песнях 1, 6, 9, 11, 12), орган (в песнях 1, 3), ARP String Ensemble[англ.] (в песнях 1, 3), акустическая гитара (в песнях 1, 3, 10), пальчиковые тарелки (в песнях 1, 3), бэк-вокал (в песнях 1, 2, 4, 7, 8), электрическое фортепиано (в песнях 2, 8), бубенцы (в песне 2), хлопки в ладоши (в песне 2), электрогитара (в песнях 4, 9), бас-гитара (в песне 5), гармонический вокал[англ.] (в песне 5), бубен (в песне 6), соло-гитара (в песне 8), ритм-гитара (в песне 8), колокольчик (в песне 8), клавинет (в песне 12)
- Кларенс Макдональд[англ.] — акустическое пианино (в песне 10)
- Дэн Дагмор[англ.] — электрогитара (в песнях 1, 2, 11, 12), стил-гитара (в песнях 5, 8, 9, 10)
- Уодди Вахтель[англ.] — электрогитара (в песнях 3, 4, 6), акустическая гитара (в песне 5), соло-гитара «регги» (в песне 8)
- Кенни Эдвардс[англ.] — бас-гитара (в песнях 1—4, 6, 8—12), бэк-вокал (в песнях 1, 2, 4, 7), мандолина (в песне 2), аранжировки для струнных (в песне 2), акустическая гитара (в песне 5), гармоничный вокал (в песне 5)
- Майк Боттс[англ.] — ударные (в песнях 1, 2, 4, 8—12)
- Расс Кункель[англ.] — ударные (в песнях 3, 5, 6)
- Питер Эшер — хлопки в ладоши (в песне 2), бэк-вокал (в песне 8), шейкер (в песнях 2, 8), бубен (в песнях 2, 3), вуд-блок (в песне 4), ковбелл (в песне 8)
- Дэвид Кэмпбелл — аранжировка струнных и дирижёр (в песнях 1, 2, 6, 9, 12)
- Чарльз Вил — концертмейстеры (в песнях 1, 9, 12), скрипка (в песне 2), альт (в песне 6)
- Деннис Кармазин — виолончель (в песнях 1, 6, 9, 12)
- Кен Йерке — скрипка (в песне 2)
- Ричард Февес — контрабас (в песне 6)
- Пол Поливник — альт (в песне 6)
- Карла Бонофф[англ.] — бэк-вокал (в песнях 3, 12)
- Венди Уолдман[англ.] — бэк-вокал (в песнях 3, 12)

| - Дон Хенли — гармоничный вокал (в песне 6) - Херб Педерсен — бэк-вокал (в песне 8) - Пэт Хендерсон — бэк-вокал (в песне 9), хоровой вокал (в песне 11) - Бекки Луис — бэк-вокал (в песне 9), хоровой вокал (в песне 11) - Шерли Мэтьюз — бэк-вокал (в песне 9), хоровой вокал (в песне 11) - Джеральд Гарретт — хоровой вокал (в песне 11) - Джим Гилстрап — хоровой вокал (в песне 11) - Рон Хиклан — хоровой вокал (в песне 11) - Клайди Кинг — хоровой вокал (в песне 11) - Билл Тедфорд — хоровой вокал (в песне 11) | Технический персонал: - Питер Эшер — музыкальный продюсер - Вал Гарай — звукорежиссёр, сведение - Марк Хоулетт — ассистент звукорежиссёра по записи, ассистент звукорежиссёра по микшированию - Берни Грундман — мастеринг-инженер - Джон Кош — арт-директор, дизайнер - Итан Рассел — фотограф |

## Позиции в хит-парадах
| Год       | Хит-парад                                  | Высшая позиция | Пребывание в чарте |
| --------- | ------------------------------------------ | -------------- | ------------------ |
| 1976—1977 | Австралия (Kent Music Report)              | 28             | нет данных         |
| 1976—1977 | Великобритания (UK Albums Chart)           | 32             | 8 недель           |
| 1976—1977 | Канада (RPM 100 Albums)                    | 17             | 27 недель          |
| 1976—1977 | Нидерланды (Nationale Hitparade LP Top 20) | 14             | 3 недели           |
| 1976—1977 | США (Billboard Top LPs & Tape)             | 3              | 36 недель          |
| 1976—1977 | США (Billboard Top Country LPs)            | 1              | 31 неделя          |
| 1976—1977 | Япония (Oricon)                            | 74             | нет данных         |

| Хит-парад (1977)               | Позиция |
| ------------------------------ | ------- |
| США (Billboard Top Pop Albums) | 93      |

## Сертификации
| Регион                                                      | Сертификация | Продажи    |
| ----------------------------------------------------------- | ------------ | ---------- |
| Великобритания (BPI)                                        | Серебряный   | 60 000^    |
| США (RIAA)                                                  | Платиновый   | 1 000 000^ |
| ^ Данные о тиражах приведены только на основе сертификации. |              |            |